# 格拉馬達山
42°47′33″N 22°22′20″E / 42.79250°N 22.37222°E
格拉馬達山是塞爾維亞的山峰，位於該國東南部，處於首都貝爾格萊德東南面270公里，該山峰海拔高度1,721米，每年平均降雨量998毫米。